# HŠK Zrinjski Mostar
Hrvatski športski klub Zrinjski Mostar je fotbalový klub z Bosny a Hercegoviny, z města Mostar, podporovaný chorvatským obyvatelstvem města. Chorvatská symbolika je i ve znaku klubu. Založen byl roku 1905 a je tak nejstarším fotbalovým klubem v Bosně a Hercegovině. V letech 1945–92 měl zakázánu činnost kvůli nacionalistickému zázemí klubu. Obnoven byl po odtržení Bosny a Hercegoviny. Pětkrát vyhrál bosenskou ligu (2004/05, 2008/09, 2013/14, 2015/16, 2016/17), jednou vyhrál bosenský pohár (2007/08).

## Výsledky v evropských pohárech
| Sezóna  | Soutěž | Kolo        |                 | Soupeř            | Doma | Venku |
| ------- | ------ | ----------- | --------------- | ----------------- | ---- | ----- |
| 2005/06 | LM     | 1. předkolo | Lucembursko     | F91 Dudelange     | 0-4  | 1-0   |
| 2007/08 | UEFA   | 1. předkolo | Srbsko          | Partizan Bělehrad | 1-6  | 0-5   |
|         |        | 2. předkolo | Makedonie       | FK Rabotnički     | 1-2  | 0-0   |
| 2008/09 | UEFA   | 1. předkolo | Lichtenštejnsko | FC Vaduz          | 3-0  | 2-1   |
|         |        | 2. předkolo | Portugalsko     | SC Braga          | 0-2  | 0-1   |
| 2009/10 | LM     | 2. předkolo | Slovensko       | Slovan Bratislava | 1-0  | 0-4   |
| 2010/11 | EL     | 1. předkolo | Kazachstán      | FC Tobol          | 2-1  | 2-1   |
|         |        | 2. předkolo | San Marino      | Tre Penne         | 4-1  | 9-2   |
|         |        | 3. předkolo | Dánsko          | Odense BK         | 0-0  | 3-5   |

Pozn.: V sezóně 2007/08 sice v 1. předkole výrazně prohrál s Partizanem Bělehrad, avšak Partizan byl vyloučen ze soutěže po nepokojích svých fanoušků v Mostaru.